# Ye Yifei

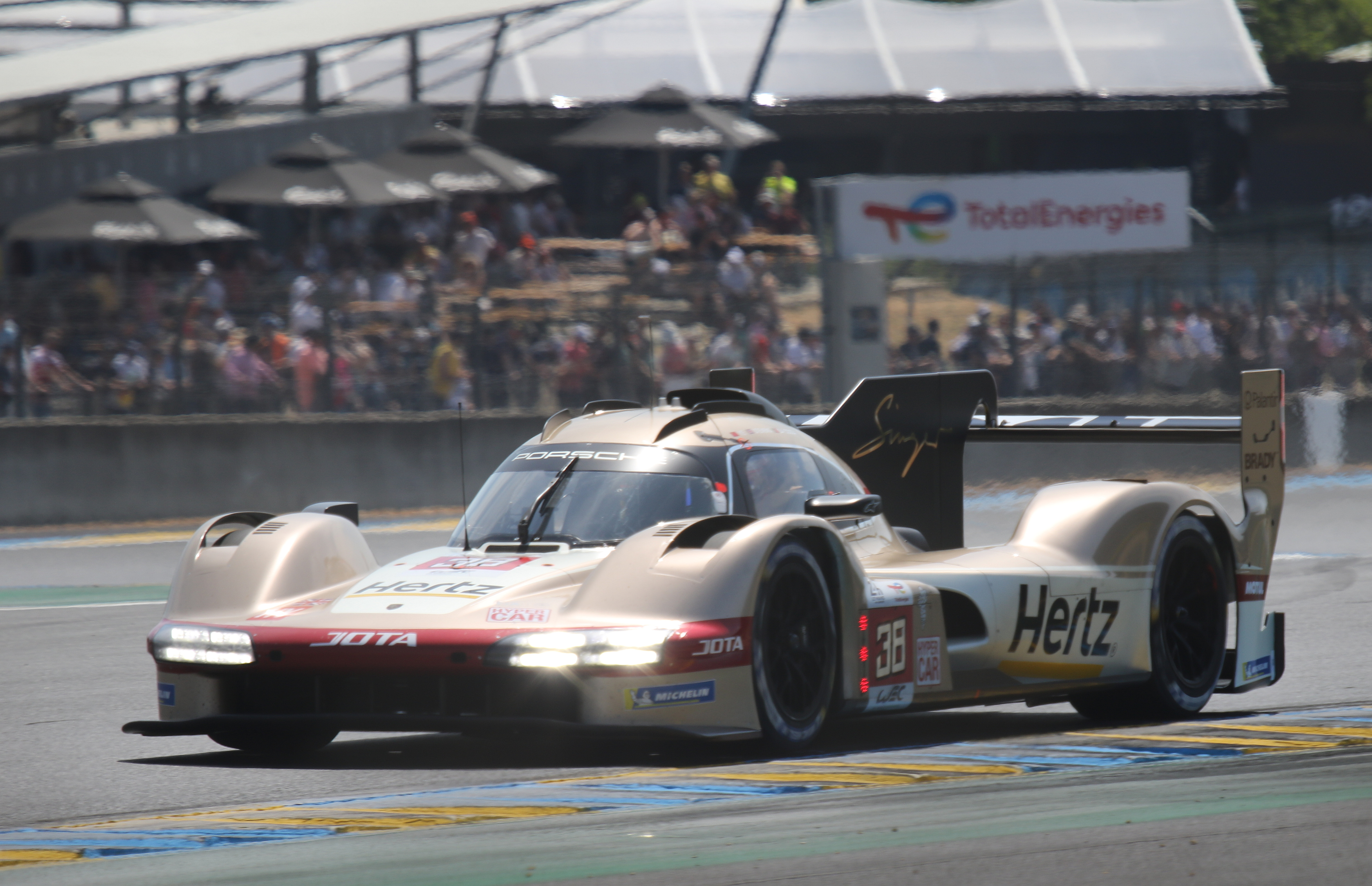
Der von Ye Yifei beim 24-Stunden-Rennen von Le Mans 2023 gefahrene Porsche 963

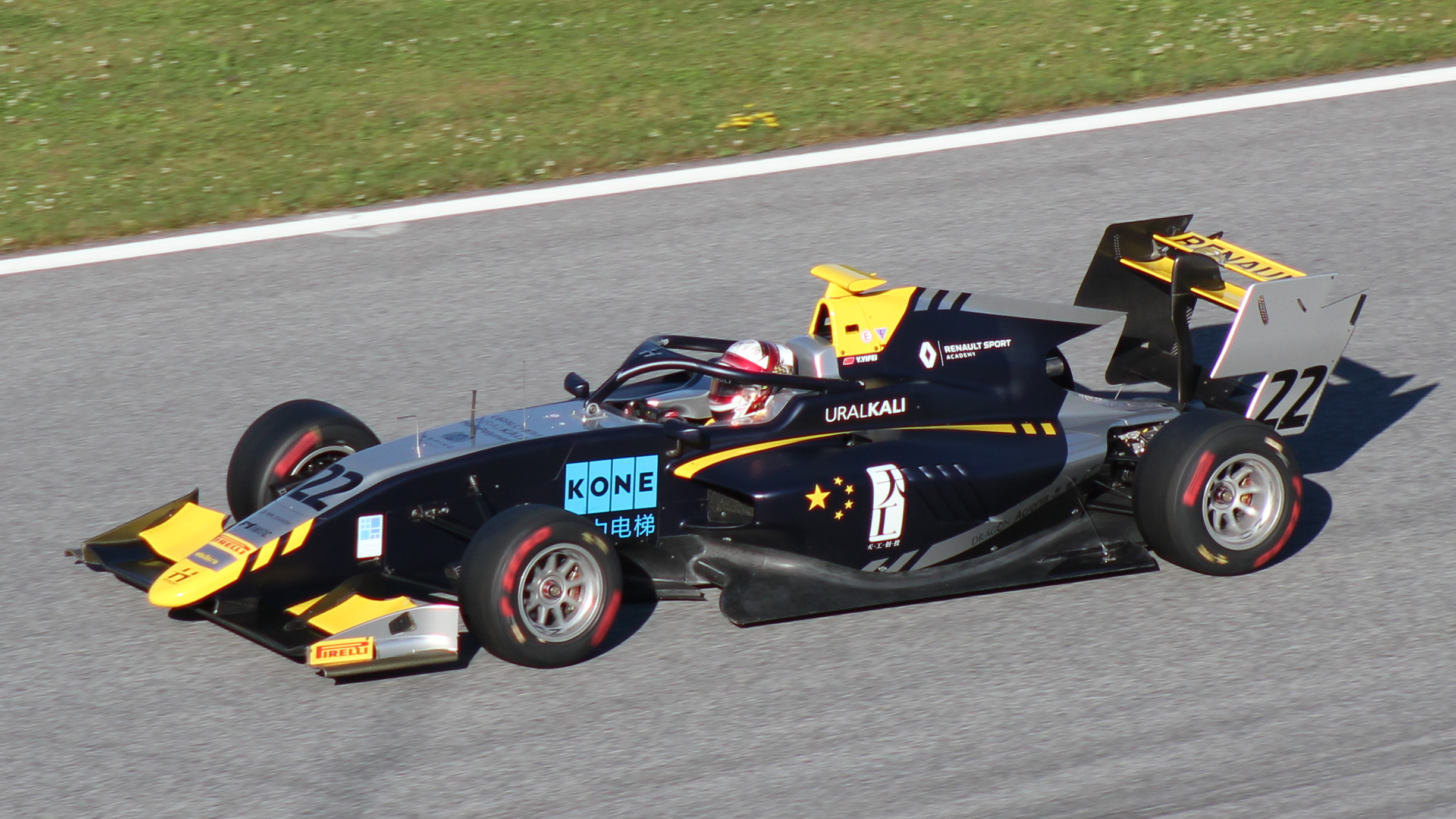
Ye Yifei im F3 Boliden mit Renault Design beim F3 Rennen in Spielberg

Ye Yifei (chinesisch 叶一飞, Pinyin Yè Yīfēi, * 16. Juni 2000 in Shaanxi) ist ein chinesischer Automobilrennfahrer. Seit 2024 ist er als Werkspilot bei Ferrari unter Vertrag. Er tritt in Langstreckenrennen an.

## Karriere

### Allgemein
Ye wird von Mukesh Jani gemanagt. Janis Sohn Neel Jani ist ebenso Rennfahrer und gewann 2016 die FIA-Langstrecken-Weltmeisterschaft (WEC).

### Kartsport
Im Alter von acht Jahren begann Ye seine Kartsport-Karriere in China, wo er zwei nationale Meisterschaften gewann. Es folgten Starts in Japan.
Ye wechselte mit der Saison 2013 in die europäische Kartsportszene und nahm am ROK-Cup-International-Finale teil. 2014 erreichte er bei dem One-Off-Event den vierten Rang. Bis 2015 trat Ye in Kartrennen an, abgesehen vom zweiten Platz bei der Vega International Winter Trophy 2015 jedoch ohne viel Erfolg.

### Formel 4
2015 debütierte Ye im Formelsport und trat in der Französischen Formel-4-Meisterschaft an. Nach einem langsamen Start in seine erste Formelsaison steigerte sich Ye kontinuierlich. Auf dem Circuito de Navarra gelang ihm auch sein erster Sieg in einem Monoposto. Mit dem zweiten Sieg in Paul Ricard schloss er die Saison auf dem zwölften Gesamtrang ab.
Ab dem dritten Rennen ging Ye 2015 für RB Motorsport auch in der italienischen Formel 4 an den Start. Mit einem Podium in Misano beendete er die Saison auf Gesamtrang 21.
Ye schloss seine zweite französische Formel-4-Saison als Meister ab. Er entschied 14 der ersten 17 Saisonrennen für sich. Zu Saisonende trennten ihn 143 Punkte vom Zweiten in der Gesamtwertung. Er wurde somit zum ersten Chinesen, der einen europäischen Meistertitel im Formelsport gewann.
Neben seinem Titel in der französischen Formel 4 trat er für Mücke Motorsport erneut in der italienischen Formel 4 an, wo er mit zwei Podien Gesamtzehnter wurde, obwohl er nur in 17 der 23 Rennen an den Start ging.

### Formel Renault
In der Saison 2017 wechselte Ye in den Formel Renault 2.0 Eurocup, wo er für das deutsche Team Josef Kaufmann Racing an den Start ging. Er schloss die Saison auf Rang acht ab und konnte insgesamt drei Podiumsplätze erzielen.
Neben dem Eurocup trat Ye für dasselbe Team in vier Rennen des Formel Renault 2.0 NEC Cups an, von denen er zwei Rennen gewinnen konnte und zweimal auf dem Podium ankam.
Er ging 2018 erneut für Kaufmann an den Start. Während Ye in der ersten Saisonhälfte mit um den Titel kämpfte, musste er sich gegen Ende den beiden Renault-Junioren Christian Lundgaard und Max Fewtrell geschlagen geben. Mit zwei Siegen sicherte er sich den dritten Rang und wurde somit zum ersten chinesischen Fahrer, der ein Rennen im Eurocup gewann.
Während seiner erfolgreichen Eurocupsaison gab Ye bekannt, dass er mehrere Angebote von Formel-1-Juniorenteams abgelehnt habe und auf den richtigen Moment für einen solchen Schritt warte.
Im Rahmen des Großen Preises von China 2019 wurde Ye als Mitglied der Renault-Sport-Academy bestätigt.

### Formel 3
Nach einem Gaststart bei der asiatischen Formel-3-Meisterschaft in Sepang 2018 wurde Ye als Fahrer für das chinesische Team Absolute Racing in der Winterserie der asiatischen Formel-3-Meisterschaft bestätigt. Er unterlag beim Saisonfinale in Sepang knapp Rinus VeeKay und wurde Vizemeister. Mit Ausnahme des ersten und letzten Rennens der Meisterschaft schloss Ye jedes Rennen auf einer den ersten beiden Positionen ab.
2019 trat Ye mit Hitech Grand Prix in der FIA-Formel-3-Meisterschaft an, konnte jedoch nicht an die Erfolge in vorherigen Kategorien anschließen. Er schloss die Saison auf Gesamtrang 21 ab, wobei es ihm nur im letzten Rennen in Sotschi mit dem sechsten Rang gelang, zu punkten.
2020 ging Ye für Motorpark unter dem Namen Crypto Tower Racing in der Euroformula Open an den Start. Vor der Saison 2020 wurde er aus dem Juniorkader der Renault Sport Academy gestrichen, da er in der FIA-Formel-3-Meisterschaft nicht überzeugt hatte. Die Saison in der Euroformula Open entschied er jedoch dominant für sich. Ye gewann 11 der 18 Rennen, errang 13 Pole-Positions und 12 schnellste Rennrunden. Er schloss mit 146 Punkten mehr ab als sein Teamkollege Lukas Dunner.

### Endurance Racing
Zur Saison 2021 wechselte Ye aus dem Formelsport in den Langstreckensport. Er machte damit den Sprung aus der digitalen Langstrecke, nachdem er 2020 für Williams Rebellion Racing beim digitalen 24-Stunden Rennen von Le Mans angetreten war. Gemeinsam mit den beiden Österreichern René Binder und Ferdinand Habsburg ging er in der Asian LeMans Serie an den Start. 2021 trat Ye ein erstes Mal mit dem debütierenden Team WRT bei den 24 Stunden von Le Mans an. Er teilte sich das Auto mit seinen WEC-Teamkollegen Louis Delétraz und Robert Kubica. Nachdem sie in der Endphase des Rennens souverän geführt hatten, musste das Ye, der gerade am Steuer saß, auf der letzten Runde aufgeben und das Schwesternfahrzeug, gesteuert von Ferdinand Habsburg, Robin Frijns und Charles Milesi erbte den Rennsieg. Als Fehlerquelle wurde ein defekter Sensor ausfindig gemacht. Dieser ließ den Motor in der letzten Runde absterben und legte den Bordcomputer lahm. Nach Auflösen des Parc fermé sprang das Auto ohne weitere Reparaturen wieder an. Nach der erfolgreichen Saison 2021 wurde bekannt, dass Ye einen Vertrag als Werksfahrer für Porsche unterschrieben hat. Das gemeinsame Ziel war ein Einsatz in der LMDh-Klasse im Jahr 2023. Das Ziel wurde erreicht, indem er einen Porsche 993 in der FIA WEC sowie in Le Mans pilotierte. In der Saison 2022/23 pilotierte er zusätzlich zweimal einen Porsche 99X Electric des Teams TAG Heuer Porsche Formula E Team in Trainingssessions der FIA-Formel-E-Weltmeisterschaft.
Ende 2023 wurde bekannt gegeben, dass Ye ab der Saison 2024 eine Werksrolle für Ferrari übernehmen wird. Dafür pilotiert er gemeinsam mit Robert Kubica und Robert Schwarzman einen Ferrari 499P in der Hypercar-Klasse fürs Team AF Corse in der FIA-Langstrecken-Weltmeisterschaft.

## Statistik

### Karrierestationen
| - 2013–2015: Kartsport - 2015: Italienische Formel-4-Meisterschaft (Platz 21) - 2015: Französische Formel-4-Meisterschaft (Platz 12) - 2016: Italienische Formel-4-Meisterschaft (Platz 10) - 2016: Französische Formel-4-Meisterschaft (Meister) - 2017: Formel Renault 2.0 NEC (Platz 8) | - 2017: Formel Renault 2.0 Eurocup (Platz 8) - 2018: Asiatische Winter Serie (Platz 11) - 2018: Formula Renault Eurocup (Platz 3) - 2019: Formel-3-Meisterschaft (Platz 21) - 2020: Euroformula Open (Meister) - 2021: European Le-Mans Series (Meister LMP2) | - 2019: Asiatische Winter Serie (Platz 2) - 2021: Asian Le-Mans Series (Meister LMP2) - 2022: Asian Le-Man Series (Platz 8 GT) - 2022: European Le-Mans Series (Platz 5 LMP2) - 2023: FIA World Endurance Championship (Platz 9 Hypercar) |

### Le-Mans-Ergebnisse
| Jahr | Team            | Fahrzeug     | Teamkollege            | Teamkollege    | Platzierung     | Ausfallsgrund   |
| ---- | --------------- | ------------ | ---------------------- | -------------- | --------------- | --------------- |
| 2021 | Team WRT        | Oreca 07     | Louis Delétraz         | Robert Kubica  | nicht klassiert |                 |
| 2022 | Cool Racing     | Oreca 07     | Ricky Taylor           | Niklas Krütten | Rang 11         |                 |
| 2023 | Hertz Team Jota | Porsche 963  | António Félix da Costa | Will Stevens   | Rang 40         |                 |
| 2024 | AF Corse        | Ferrari 499P | Robert Schwarzman      | Robert Kubica  | Ausfall         | Elektrikschaden |
| 2025 | AF Corse        | Ferrari 499P | Philip Hanson          | Robert Kubica  | Gesamtsieg      |                 |

### Einzelergebnisse in der FIA-Langstrecken-Weltmeisterschaft
| Saison | Team        | Rennwagen            | 1   | 2   | 3   | 4   | 5   | 6   | 7   | 8   |
| ------ | ----------- | -------------------- | --- | --- | --- | --- | --- | --- | --- | --- |
| 2021   | Team WRT    | Oreca 07             | SPA | POR | MON | LEM | BAH | BAH |     |     |
| 2021   | Team WRT    | Oreca 07             | DNF |     |     |     |     |     |     |     |
| 2022   | Cool Racing | Oreca 07             | SEB | SPA | LEM | MON | FUJ | BAH |     |     |
| 2022   | Cool Racing | Oreca 07             | 11  |     |     |     |     |     |     |     |
| 2023   | Jota        | Oreca 07 Porsche 963 | SEB | POR | SPA | LEM | MON | FUJ | BAH |     |
| 2023   | Jota        | Oreca 07 Porsche 963 | 7   | 14  | 6   | 40  | 9   | 6   | 4   |     |
| 2024   | AF Corse    | Ferrari 499P         | KAT | IMO | SPA | LEM | SAO | AUS | FUJ | BAH |
| 2024   | AF Corse    | Ferrari 499P         | 4   | 8   | 8   | DNF | 11  | 1   | 12  | 8   |
| 2025   | AF Corse    | Ferrari 499P         | KAT | IMO | SPA | LEM | SAO | AUS | FUJ | BAH |
| 2025   | AF Corse    | Ferrari 499P         | 2   | 4   | 30  | 1   | 8   |     |     |     |